# Franz Joakim von Aken
Franz Joakim von Aken, född 1738 i Örebro, död där 1798, var en svensk apotekare och kemist. 

## Biografi
von Aken tillhörde en tysk släkt som 1723 kom till Sverige och som numer är utslocknad. Fadern Frans Mikael von Aken var hovapotekare och hovmedikus och modern, Fredrika Margareta Bagge, tillhörde den borgerliga Marstrandssläkten Bagge. Hennes far hade flyttat till Örebro för att bedriva handel. 
Franz Joakim von Aken studerade bland annat naturalhistoria och kemi vid Uppsala universitet. Han tjänstgjorde i faderns apotek i Örebro till 1755 och därefter till 1758 vid apoteket Markattan i Stockholm. År 1761 blev han föreståndare för brunnsapoteket vid Loka brunn.
Han reste till England 1761 och praktiserade där vid laboratorier i London, studerade vid universitetet i Oxford 1762 och avlade apoteksexamen 1764, samma år som han blev provinsialapotekare. År 1772 övertog han faderns apotek och fick assessors namn 1774. Genom hans kunskaper och duglighet blev apoteket en mönsterinrättning, från vilken flera mindre apotek i länet hämtade sina behov av mediciner.

## von Akens eldsläckningsmedel
von Aken var känd för sin skicklighet i fyrverkerikonst. Mest bekant blev han för sin uppfinning av det Akenska eldsläckningsämnet, bestående av bland annat alun, vitriol, lera och koksalt, löst i vatten, som han utprovade och tillverkade på sin gård Tjusebotorp i Hovsta, norr om Örebro. Då lösningen sprutas på ett eldangripet ställe, bildar den en hinna, som hårdnar genom värmen och därmed hindrar elden från att sprida sig. Efter att ha släckt "en förfärlig vådeld" i Örebro 1790 fick han 1791 demonstrera sitt eldsläckningsmedel för kung Gustav III på Drottningholms slott i Stockholm, varvid kungen lär ha sagt: "Herr Assessor von Aken har hedrat mig och hela riket". År 1792 fick han även uppvisa släckningsmedlet för kung Gustav IV Adolf och hertig Karl på Ladugårdsgärde och 1793 fick han kungligt privilegium på dess tillverkning. Det har emellerid visat sig att medlet, även om principen är sund, är oanvändbart vid större eldsvådor. Det användes heller inte vid Örebros stadsbränder 1843 och 1854, men i stadens brandordningar 1809, 1827 och i ett kungligt brev från 1852 stadgas, att eldsläckningsmedlet ska finnas i Örebro i händelse av eldsvåda.

## Trädgård, jordbruk och industrier
von Aken odlade medicinalväxter i en trädgård vid nedre delen av Stortorget och i Oskarsparken i Örebro. Kvar som minne från den tiden finns ännu von Akens kastanj och Akensgatan är uppkallad efter honom. Han drev även jordbruk, tegeltillverkning och kalkbränning utanför staden vid Akenslund, numera Eriksberg. 

## Författarskap
von Aken gav ut åtskilliga smärre skrifter, såsom Kort afhandling om det bästa eldsläckningssätt, med dertill lempad brandredskap och nödig brandordning jemte Bihang 1797, vilket även gjorde honom känd utomlands.

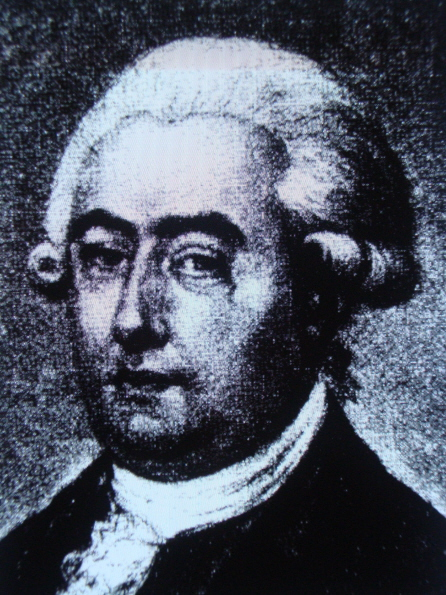
Franz Joakim von Aken
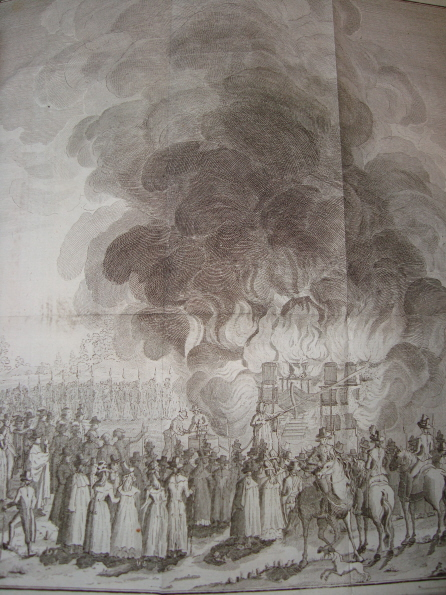
von Aken demonstrerar eldsläckning för kungahuset och allmänheten i Stockholm 1791.
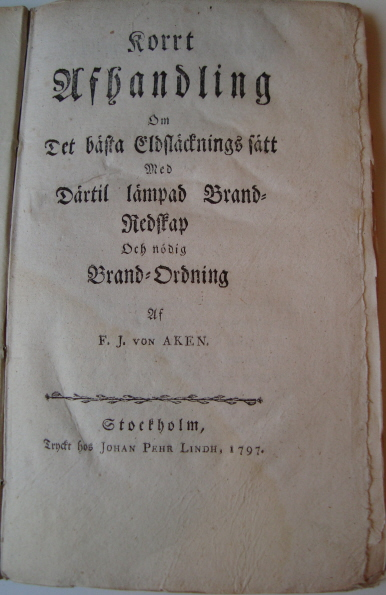
von Akens skrift Kort afhandling om det bästa eldsläckningssätt..... 1797.
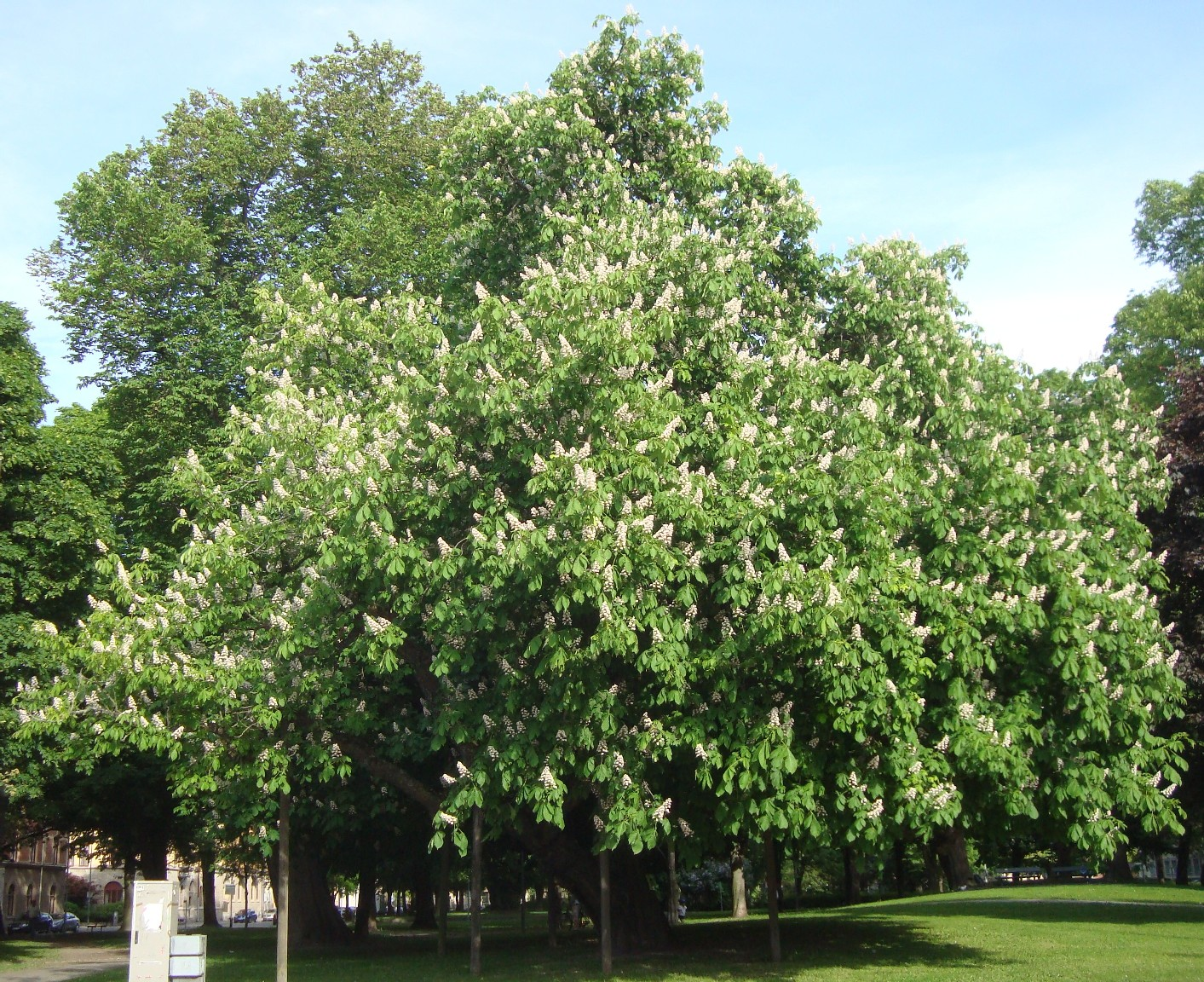
von Akens kastanj, Oskarsparken, Örebro 2010.